# NGC 1212
NGC 1212 је лентикуларна галаксија у сазвежђу Персеј која се налази на NGC листи објеката дубоког неба.
Деклинација објекта је + 40° 53' 35" а ректасцензија 3h 9m 42,3s. Привидна величина (магнитуда) објекта NGC 1212 износи 14,6 а фотографска магнитуда 15,5. NGC 1212 је још познат и под ознакама IC 1883, UGC 2560, PGC 11815.